# Álvaro Parente
Álvaro Parente (nasceu no Porto, 4 de Outubro de 1984) é um piloto português de automobilismo. Pilotou karts, fórmula 3, A1 GP, e Fórmula 1, apesar de ainda não ter competido na categoria rainha.

## Carreira
Começou a carreira nos Karts. Tem no seu palmarés vitórias na Portuguese Championship Cadet (Kart) em 1994, na Portuguese Championship Junior (Kart) e European Championship ICA Junior (Kart) em 1998, na F3 Inglesa em 2005 e na World Series by Renault em 2007. Participou ainda, sem ser classificado, no GP de Macau de F3 de 2003 e 2004 e na Masters of Formula 3 de 2005.
Devido a ter sido vencedor das World Series by Renault em 2007, Álvaro Parente testou a 17 de Janeiro de 2008 um Renault F1 como prémio. Teve um bom desempenho, fazendo 1m21.721s, a apenas 2 décimos do já conhecedor Nelson Angelo Piquet e sendo elogiado pelo Eng. Chefe da Renault F1.
Em 2008 Álvaro Parente estreou-se, a 25 de Abril, no campeonato GP2. Na qualificação para o Grande Prémio de Espanha na categoria o piloto obteve o 2º lugar. Já na 1ª corrida do Grande Prémio de Espanha da GP2, a 26 de Abril, o piloto obteve a sua primeira vitória na GP2, logo na sua primeira corrida. Álvaro concluiu o seu primeiro fim-de-semana de GP2 no dia a 27 de Abril, obtendo o 7º lugar na 2ª corrida do Grande Prémio de Espanha da categoria. Terminou a época com 34 pontos, com um 8º lugar, sem conseguir mais nenhuma vitória, embora conquistando 3 pódios, sendo forçado a desistir em 8 das 20 corridas do campeonato.
Em 2009 fez 3 rondas do campeonato GP2 Ásia pela equipa My Team Qi. Meritus, onde não conseguiu qualquer resultado de relevo, conseguindo apenas 1 ponto no campeonato.
Antes de ingressar no campeonato principal de GP2, participou numa corrida do campeonato espanhol de GT, onde na sua primeira experiência com um carro de GT a nível competitivo conseguiu o feito de ir para a boxe com vista a trocar de piloto com cerca de 20 segundos de vantagem face ao 2º classificado, mas a corrida acabou aí para a equipa Aurora Racing Team, quando aconteceu um princípio de incêndio no carro.
O campeonato de GP2 foi o campeonato principal onde participou em 2009, pela equipa Ocean Racing Technology. A 29 de Agosto de 2009 venceu a corrida de Spa-Francorchamps, após ter obtido a pole-position, alcançando também a volta mais rápida. Uma semana depois, participou a título extraordinário na SuperLeague Formula pela equipa do FCP, onde venceu a segunda corrida.
Fechou a temporada na corrida "em casa", no circuito do Autódromo Internacional do Algarve, onde obteve um 4º lugar na segunda corrida, finalizando o campeonato ao repetir o 8º lugar final que havia alcançado na época anterior, também com 1 vitória e uma pole position.
Álvaro Parente, segundo várias entrevistas, não escondia a sua ambição de chegar à F1 e ter aí muito sucesso, o que esteve a preparar para 2010, tendo já sido dado como certo pelo Autosport (capa de 1 de Setembro de 2009), mas também por um dos seus patrocinadores.
Em 2009 participou em 3 rondas (6 corridas) na GP2 Asia pela My Team Qi. Meritus. Participou também em 2009 na GP2 Main Series pela ORT (Ocean Racing Technology), uma equipa estreante, ao lado de Karun Chandhok, tendo repetido o 8º lugar final do ano anterior, com 1 vitória e uma pole position durante a época, ambas conquistadas na corrida de Spa-Francorchamps.
Após o fecho de temporada de GP2 de 2009 começou a preparar 2010, tendo o piloto referido à comunicação social que está a apostar apenas no ingresso na Fórmula 1, tendo sido dado pela revista Autosport de 1 de Setembro de 2009 foi capa da revista, sendo dado como certo na Fórmula 1, na nova equipa Virgin. Devido ao incumprimento dum acordo de patrocínio ao piloto por parte do Instituto do Turismo de Portugal, acabou por não ficar na equipa.
Assinou contrato com a equipa FC Porto da Superleague Fórmula.

## Colocações
- Portuguese Championship Cadet (Kart) de 1994 (1º), 1995 (2º) e 1997 (3º)
- Portuguese Championship Junior (Kart) (1º)
- European Championship ICA Junior (Kart) de 1998 (1º) e 1999 (7º)
- F3 Espanhola em 2001 (12º com 50 pontos) e 2002 (4º com 139 pontos)
- Masters of Formula 3 de 2003 (22º) e 2004 (34º)
- F3 Italiana de 2003 (9º)
- F3 Euroseries de 2003 (25º)
- F3 Inglesa de 2003 (22º), 2004 (7º) e 2005 (1º)
- F3 Korea Super Prix de 2003 (10º)
- F3 European Cup de 2004 (8º)
- A1 GP 2005-2006 (9º por Portugal) e de 2006-2007 (17º por Portugal)
- World Series by Renault de 2006 (5º) e 2007 (1º)
- Campeonato GP2 de 2008 (8º) e 2009 (8º)

## Estatísticas anuais
| Época     | Competição              | Equipa                              | Nº  | Corridas | Vitórias | Poles | Pontos | Posição |
| 2001      | F3 Espanhola            | G-Tec                               | 10  | 9        | 0        | 0     | 50     | 12º     |
| 2001      | F3 Espanhola            | E.V. Racing                         | 2   | 9        | 0        | 0     | 50     | 12º     |
| 2002      | F3 Espanhola            | Racing Engineering                  | 1   | 13       | 1        | 1     | 139    | 4º      |
| 2003      | F3 Europeia             | Team Ghinzani                       | 17  | 19       | 0        | 0     | 1      | 25º     |
| 2003      | F3 Italiana             | Team Ghinzani                       | 25  | 2        | 1        | 1     | 34     | 9º      |
| 2003      | F3 Britânica            | Carlin Motorsport                   | 3   | 2        | 0        | 0     | 7      | 22º     |
| 2004      | F3 Britânica            | Carlin Motorsport                   | 2   | 24       | 1        | 2     | 137    | 7º      |
| 2005      | F3 Britânica            | Carlin Motorsport                   | 14  | 18       | 11       | 9     | 289    | 1º      |
| 2005-06   | A1 Grand Prix           | Portugal                            | POR | 20       | 0        | 0     | 66     | 9º      |
| 2006      | World Séries by Renault | Victory Engineering                 | 16  | 15       | 3        | 0     | 94     | 5º      |
| 2006-07   | A1 Grand Prix           | Portugal                            | POR | 6        | 0        | 0     | 10     | 17º     |
| 2007      | World Séries by Renault | Tech 1 Racing                       | 32  | 17       | 2        | 2     | 129    | 1º      |
| 2008      | GP2 Series              | Super Nova Racing                   | 8   | 20       | 1        | 1     | 34     | 8º      |
| 2008/2009 | GP2 Asia Series         | Predefinição:MALb Qi-Meritus Mahara | 19  | 6        | 0        | 0     | 1      | 21º     |
| 2009      | GP2 Series              | Ocean Racing Technology             | 25  | 20       | 1        | 1     | 30     | 8º      |

### Resultados nas GP2 Series
| Ano  | Equipa            | Espanha | Espanha | Turquia | Turquia | Mónaco | Mónaco | França | França | Reino Unido | Reino Unido | Alemanha | Alemanha | Hungria | Hungria | União Europeia | União Europeia | Bélgica | Bélgica | Itália | Itália | Pos | Pts |
| Ano  | Equipa            | fea     | spr     | fea     | spr     | fea    | spr    | fea    | spr    | fea         | spr         | fea      | spr      | fea     | spr     | fea            | spr            | fea     | spr     | fea    | spr    | Pos | Pts |
| ---- | ----------------- | ------- | ------- | ------- | ------- | ------ | ------ | ------ | ------ | ----------- | ----------- | -------- | -------- | ------- | ------- | -------------- | -------------- | ------- | ------- | ------ | ------ | --- | --- |
| 2008 | Super Nova Racing | 1       | 7       | -       | 8       | 5      | 3      | 9      | -      | 16          | -           | 3        | 6        | 16      | -       | -              | -              | 2       | -       | -      | 12     | 8º  | 34  |

| Ano  | Equipa                  | Espanha | Espanha | Mónaco | Mónaco | Turquia | Turquia | Reino Unido | Reino Unido | Alemanha | Alemanha | Hungria | Hungria | União Europeia | União Europeia | Bélgica | Bélgica | Itália | Itália | Portugal | Portugal | Pos | Pts |
| Ano  | Equipa                  | fea     | spr     | fea    | spr    | fea     | spr     | fea         | spr         | fea      | spr      | fea     | spr     | fea            | spr            | fea     | spr     | fea    | spr    | fea      | spr      | Pos | Pts |
| ---- | ----------------------- | ------- | ------- | ------ | ------ | ------- | ------- | ----------- | ----------- | -------- | -------- | ------- | ------- | -------------- | -------------- | ------- | ------- | ------ | ------ | -------- | -------- | --- | --- |
| 2009 | Ocean Racing Technology | -       | 11      | -      | -      | -       | 10      | -           | 11          | 6        | 2        | 9       | 6       | 4              | -              | 1       | -       | 7      | -      | 8        | 4        | 8º  | 30  |